# Lac Noir (Vogesen)
Der Lac Noir (Schwarzer See) ist ein aufgestauter Karsee in den Vogesen. Der See war das Unterbecken des Pumpspeicherkraftwerks Lac Noir, das seit 2002 außer Betrieb ist.

## Lage
Der eiszeitliche Gebirgssee liegt unterhalb des Vogesen-Hauptkamms auf 950 m ü. NN oberhalb von Orbey und Kaysersberg im  Département Haut-Rhin in der Region Grand Est. 
Nördlich des Lac Noir liegt der Lac Blanc, von dem er durch den Reisberg getrennt wird, südlich vom Lac Noir liegt der Lac des Truites, auch Lac Forlet genannt. Über dem Westufer beginnt die Hochebene der Hautes Chaumes. 
Am Ostufer des Lac Noir befindet sich ein Parkplatz mit Restaurant.

## Pumpspeicherkraftwerk Lac Noir

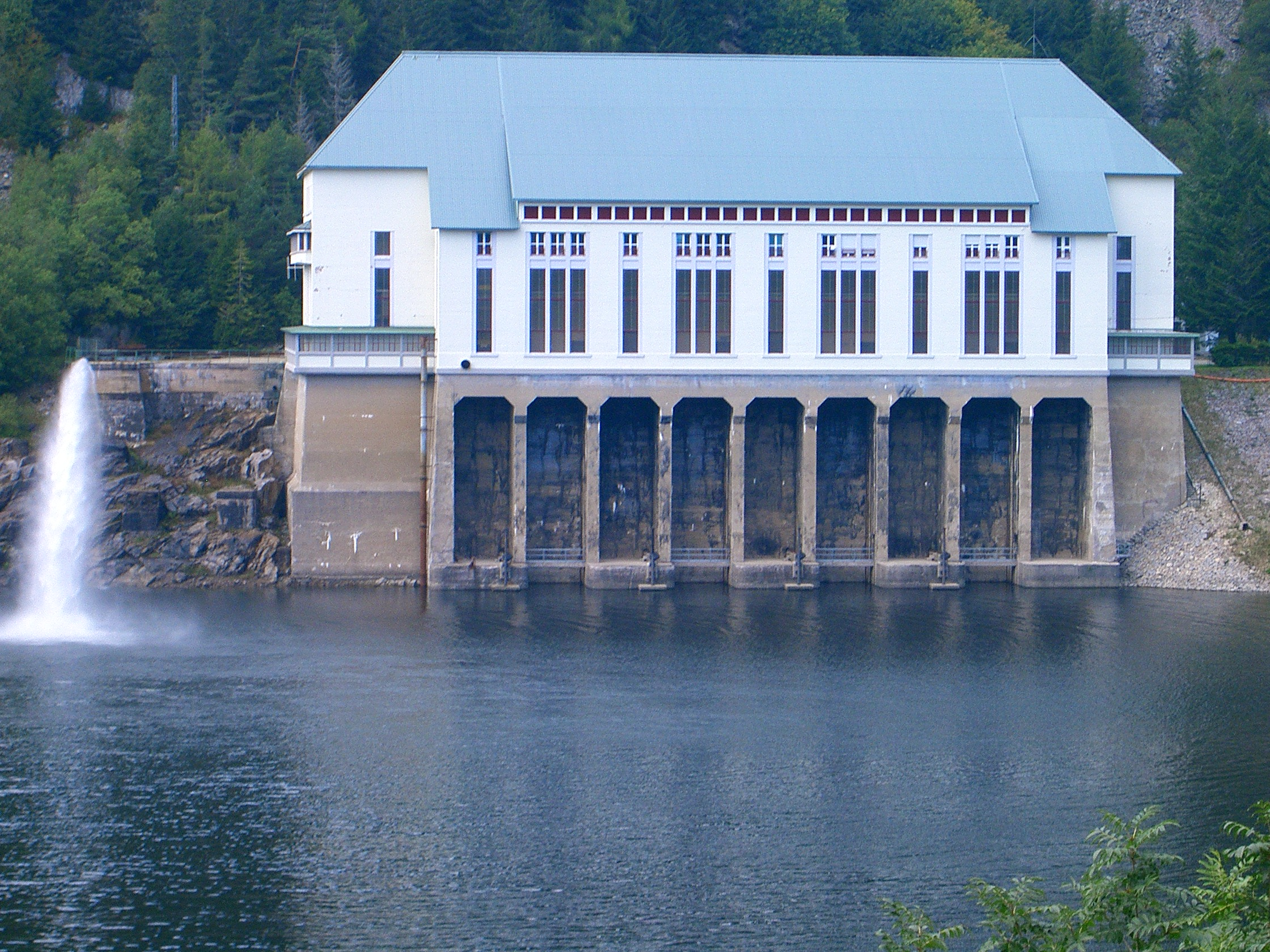
Altes Kraftwerk am Lac Noir, 2014 abgebrochen

Schema des Kraftwerks

### Technik
Der Lac Noir bildet zusammen mit dem höher gelegenen Lac Blanc ein Pumpspeicherkraftwerk. Hierbei wird vom Lac Noir mit preisgünstigem Nachtstrom Wasser in den nördlich und höher gelegenen Lac Blanc gepumpt, das bei Spitzenbedarf wieder von diesem zur Stromerzeugung zum Lac Noir abgelassen wird.
Vom Lac Blanc führt ein Druckstollen mit 5,5 m Durchmesser in leichter Neigung bis zu einem Druckschacht mit 4,5 m Durchmesser, der mit 60° Neigung auf das Niveau des Maschinenhauses am nordwestlichen Uferabschnitt des Lac Noirs führt. Damit der See als Unterbecken des Pumpspeicherkraftwerk genutzt werden konnte, musste dieser durch einen Erd- und Steinschüttdamm am Ostufer zusätzlich aufgestaut werden.
Das Kraftwerk hatte eine Leistung von 80 MW. Im Maschinenhaus standen vier vertikale Pumpturbinen von Escher Wyss mit Francis-Rädern, wobei jede Turbine 25 m³/s Wasser mit einer Fallhöhe von 120 m verarbeiteten konnten. Im Pumpbetrieb konnten die Maschinensätze 1 bis 3 je eine Wassermenge von 13 m³/s, Maschinensatz 4 nur eine solche von 9 m³/s verarbeiten.

### Geschichte
Das Pumpspeicherkraftwerk wurde errichtet, um die zu Schwachlastzeiten überschüssige Energie des Wasserkraftwerkes Kembs zu speichern. Baubeginn der Anlage war 1928. Nach der Vermessung des Geländes durch einen Schweizer Geometer, begann der Ausbruch des Druckschachts und Druckstollens im Oktober 1930. Die Untertagearbeiten waren nach einem Jahr fertiggestellt.
Bei Betriebsaufnahme am 4. Januar 1934 brach die Druckleitung des Kraftwerks. Eine 20 m hohe Fontäne schoss aus dem Maschinenhaus und zerstörte alle Zwischenböden und das Dach des Gebäudes. Bei diesem schweren Unfall kamen neun Arbeiter des Kraftwerks ums Leben. Die Ursache war ein Materialfehler in einem Kragen eines Mannloches, der nicht Lieferanteil von Escher Wyss war.
Im Jahr 2002 wurde der Betrieb des Kraftwerks eingestellt, nachdem es zu einem Schaden an der Druckleitung kam, der das Untergeschoss des Maschinenhauses überflutete.
Das Maschinenhaus wurde 2014 abgerissen und soll durch eine Schachtzentrale mit besserem Wirkungsgrad ersetzt werden. Die drehzahlvariable Pumpturbine solle eine Leistung von 55 MW aufweisen. Die Baukosten des Projektes belaufen sich auf 70 Mio. Euro, die Bauzeit soll sechs Jahre betragen. Mangels Rentabilität wurde die neue Zentrale noch nicht gebaut.